# ディー川 (アバディーンシャー)
ディー川（ディーがわ、英語: River Dee）は、イギリスのスコットランド東部、アバディーンシャー及びアバディーンを流れる河川である。総延長140km、流域面積は2,100km2。

## 流路

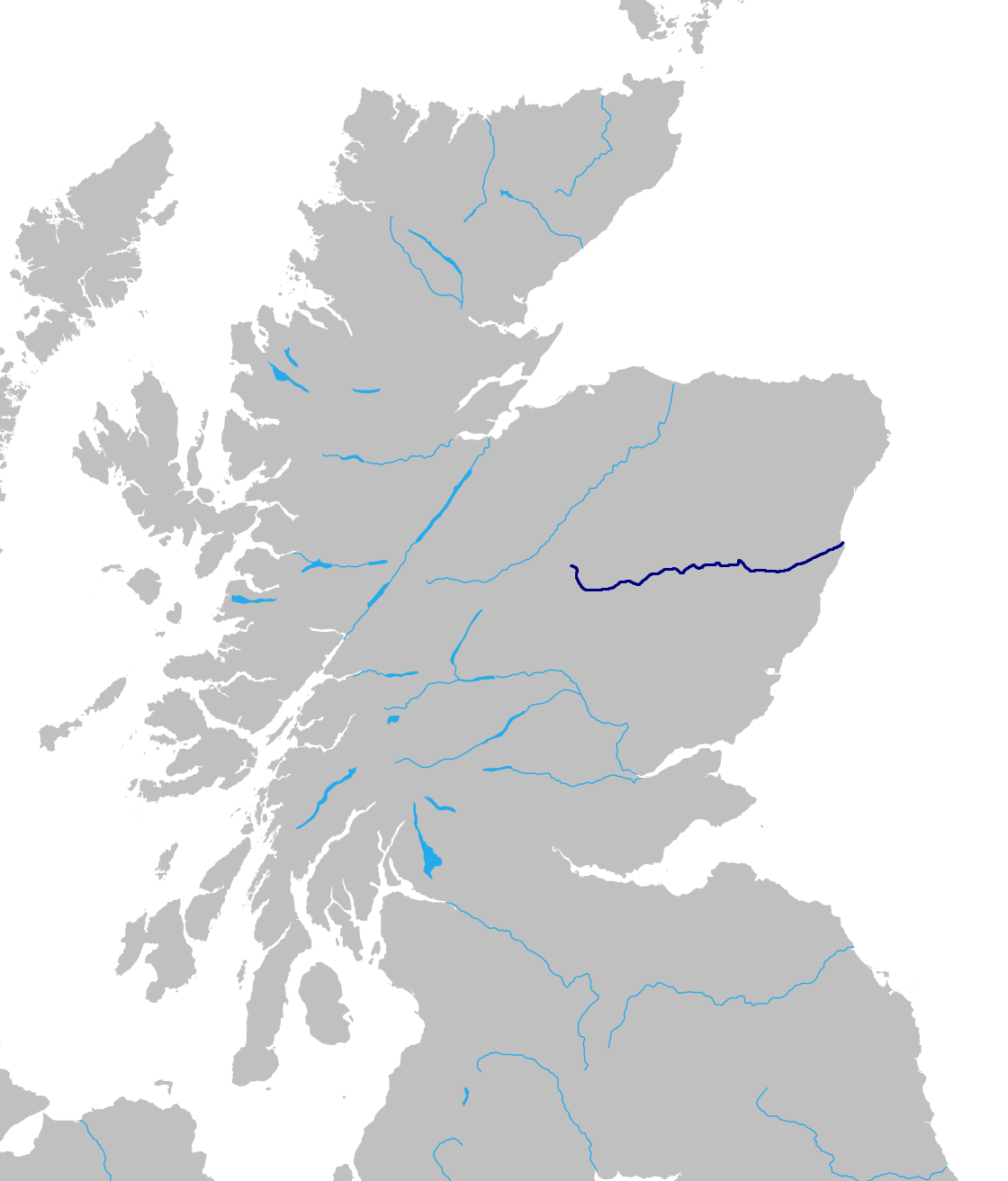
ディー川の流路。

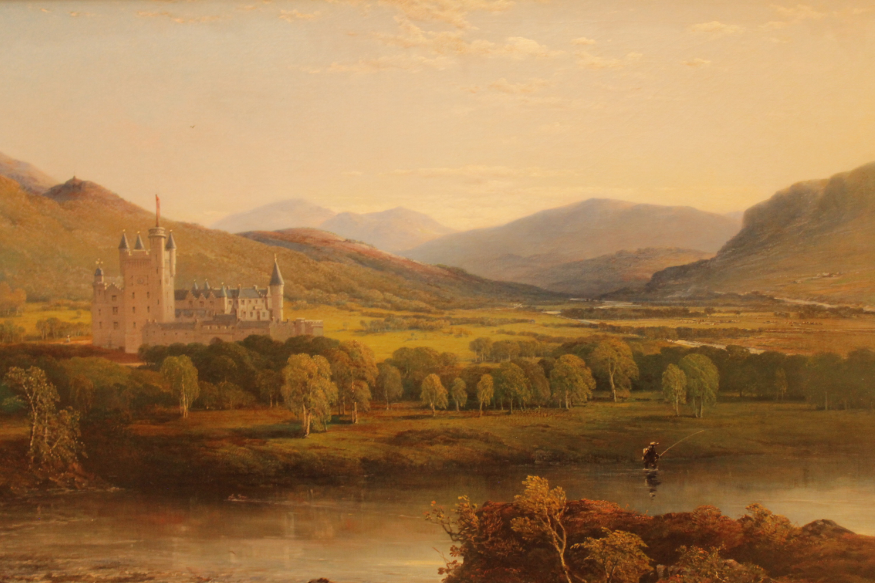
ジェームズ・キャシー画のバルモラル城。ディー川のほとりに建つ城が描かれている。

スコットランド東部にあるグランピアン山脈の中央部、ケアンゴームズ国立公園内にあるケアンゴーム山地のベン・マクドゥイ山（標高1,310m）とブレリアック山（標高1,295m）の付近、標高1,200m地点の「ディーの泉」を水源とする。イギリスの主要河川の中では最も高地に水源を持つ。
最上流部では山地内部を南流し、国立公園の南端で東へ転ずる。その後は河口までほぼ東流し、最終的にアバディーンで北海へ流入する。河口部を除き船舶の航行はできない。
ディー川沿岸（ディーサイド）の自然豊かな谷は、19世紀以降に例年イギリス王室が避暑地として利用することから「ロイヤル・ディーサイド」の通称を持つ。バルモラル城はじめ王室ゆかりの名所や古城が多く、ハイランド地方有数の観光地となっている。またヴィクトリア朝期の建物が多いことから「ヴィクトリアン・ヘリテージ・トレイル」(Victorian Heritage Trail)とも呼ばれている。

## 流域の特徴

### 上流部
上流部は山地の峡谷を急流をなして流れ、何段もの滝を持つ。特に源流部にはU字谷や圏谷といった氷河地形がみられる。これは第四紀に流域全体が氷床に覆われていたことによる。
主な集落にブレーマー、バラターなど。ブレーマー付近にはブレーマー城があり、バルモラル城はブレーマーとバラターの間に位置する。バルモラルの付近はマスの好漁場でもある。

### 下流部
アボインより下流は広い谷となる。両岸は肥沃な農業地帯で肉牛などの牧畜が盛んであるほか、サケ漁などが行われる。
河口のアバディーンはスコットランドでも有数の都市であり、ディー川とドン川の河口に挟まれる位置にある。港湾都市として発展を遂げ、グラスゴー、エディンバラに次ぐ第3の都市となった。北海油田を支える中心港であり、ヨーロッパ最大の石油や天然ガスの供給基地となっている。またニシンやタラの漁港でもある。港湾改修のためにディー川の河口部が付け替えられ、1872年に可航水路が建設された。
主な集落にはアボイン、アバディーンのほか、バンコリーがある。バンコリーとアバディーンの間に、クラテス城、ドラム城がある。

## 主な支流
- マイック川（英語版）[1] - バラター付近で右岸へ合流。
- ゲアン川（英語版）[1] - バラター付近で左岸へ合流。

## ギャラリー
- ブレリアックにある水源「ディーの泉」。
- バルモラル城付近。
- アボインにて。
- バンコリーにて。
- アバディーン市街地、キング・ジョージ6世橋。
- 河口とアバディーン港。